# Электронная томография
Электронная томография (англ. electron microscopy tomography, scanning transmission electron tomography, 3D TEM, ET) — методика получения трехмерных изображений наноразмерных/субмикроразмерных структур с помощью просвечивающей электронной микроскопии. Трехмерная модель реконструируется из изображений, полученных с одной и той же частицы под разными углами.

## ADF/HAADF-STEMтомография
Для органических материалов обычным является использование светлопольной просвечивающей микроскопии и просвечивающей микроскопии высокого разрешения. Однако для томографии важно иметь одинаковый контраст изображений при одинаковой толщине, что не всегда возможно в указанных методах. В случае же кристаллических материалов наблюдаемый дифракционный контраст абсолютно препятствует проведению реконструкции. Однако методика (высокоугловой) кольцевой темнопольной просвечивающей растровой микроскопии позволяет практически полностью избежать дифракционного контраста, и, таким образом, позволяет получить качественные реконструкции.
Наиболее современные методики позволяют получить трехмерные изображения с атомным разрешением 